# Rue Maurice-Labrousse
La rue Maurice-Labrousse est une voie de la commune française d'Antony dans les Hauts-de-Seine.

## Situation et accès
Cette rue, d'une longueur de 250 mètres commence son tracé au nord-ouest au carrefour de la Résistance-et-de-la-Déportation, où se rencontrent l'avenue du Bois-de-Verrières et l'avenue Léon-Blum, dans l'axe de la rue de Châtenay.
Elle marque le début de la rue de l'Église et se termine au carrefour du boulevard Pierre-Brossolette, de la rue de l'Abbaye, de l'avenue Gabriel-Péri et de la rue Velpeau, où elle est prolongée par la rue Auguste-Mounié.

## Origine du nom
Cette rue tient son nom de Maurice Labrousse, ancien maire-adjoint de la commune, enterré au cimetière d'Antony.
Maurice Labrousse est né le 10 avril 1892 à Allassac (Corrèze) et mort le 30 mai 1982 à Antony. Tenté très jeune par l'aviation naissante, il obtient un brevet de pilote en 1911. Volontaire pour le front en 1914, il participe à la campagne d'Alsace. Il est blessé une première fois en 1916 sur la Somme, puis plus grièvement alors qu'il participe à une mission de reconnaissance à bord de son petit avion de chasse Farman MF8. Il est alors affecté au service de fabrication des avions. Après la guerre, il défend les droits des anciens combattants et victimes de guerre. Il s'installe en 1922 à Antony. En 1937, il est élu président de l'Union des mutilés, anciens combattants et victimes de guerre, après en avoir été le secrétaire général. La Seconde Guerre mondiale arrive alors qu'il est toujours au ministère de l'Air, où il finira sa carrière avec le grade de colonel. Pendant l'Exode de 1940, il suit la retraite de son ministère, à Toulon puis à Châtel-Guyon. Durant l'occupation, il milite à l'Organisation civile et militaire (OCM). Il est de retour à Antony en 1943 et s'enrôle dans la section locale du Mouvement de libération nationale (MLN), dirigée par Henri Lasson. Il fait fonction de maire-adjoint d'Henri Lasson, maire, jusqu'aux élections de mai 1945.

## Historique

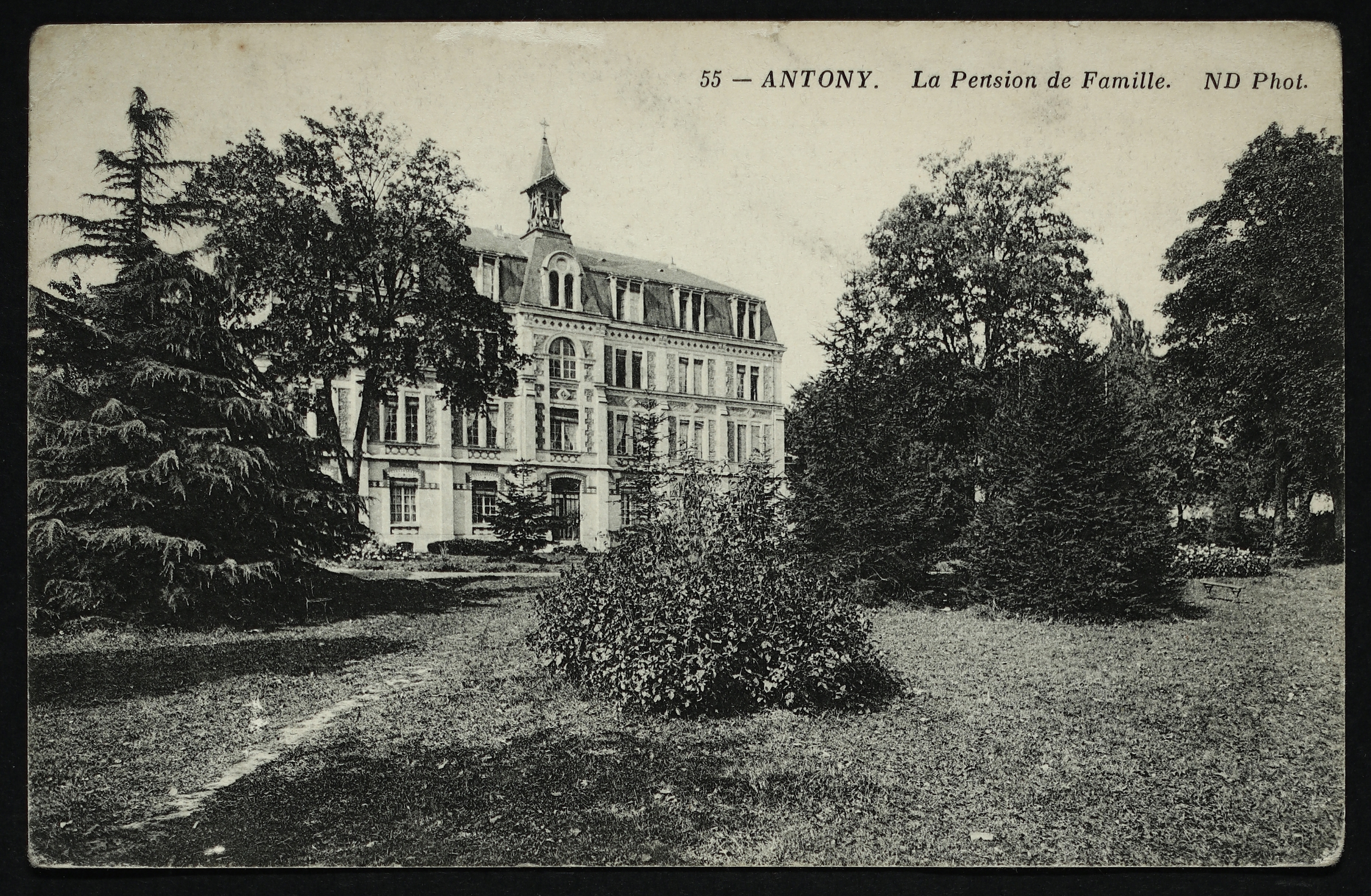
Antony - La pension de famille.

Cette voie est classée dans la voirie urbaine le 4 mai 1874. Le chemin no 67 qui joint Fresnes à Châtenay a changé plusieurs fois de nom dans sa traversée d'Antony. Sur un plan de 1503, elle porte le nom de « voie qui tend du pillory au four bannier ». C'est une partie de la grand voie d'est en ouest qui plonge dans la vallée de la Bièvre avant de remonter à la cote 85 avant son arrivée dans Châtenay. La portion de cette voie qui porte le nom de Maurice-Labrousse a été ainsi dénommée en 1983.
Cette rue a été créée en renommant la partie sud-est de la rue de Châtenay.
Des travaux de terrassements réalisés en 1932 puis des fouilles archéologiques en 1991 mirent au jour un cimetière médiéval, des vases à encens et des bijoux appartenant à environ cent cinquante personnes mortes vers la fin du XIIIe siècle, peut-être de la peste. De nos jours oublié, ce cimetière était encore mentionné sur un plan de 1674. Les ossements retirés du sol furent déposés à l'ossuaire du cimetière.

## Bâtiments remarquables et lieux de mémoire

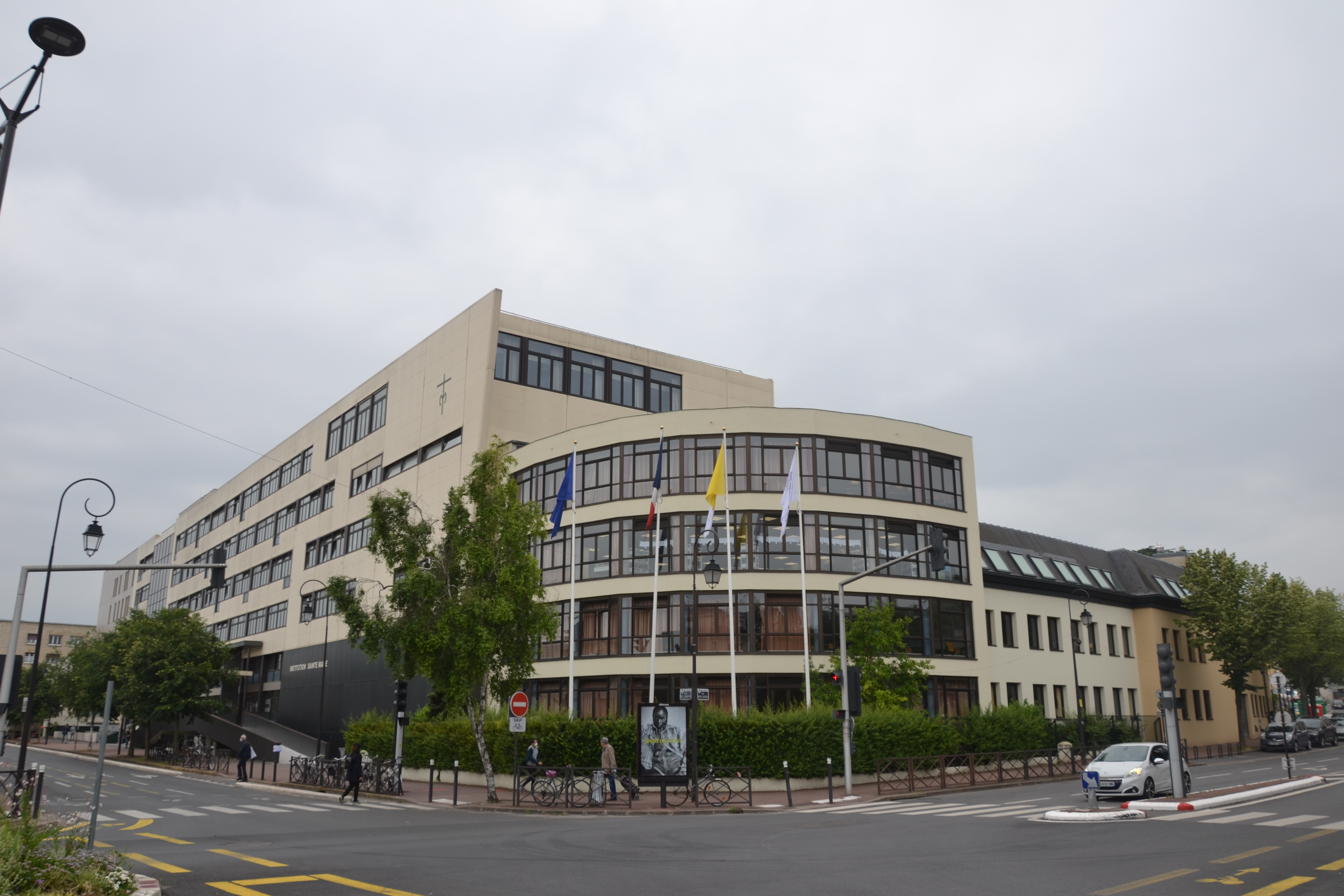
Antony, Institution Sainte-Marie.

### Côté impair
Faisant l'angle avec la rue de l'Abbaye : les bâtiments de l'institution Sainte-Marie d'Antony, puis au no 5 la maison Saint-Jean, ancienne pension de famille, dite aussi maison de la Belle Levantine et maison Chénier,.
Faisant l'angle avec la rue de l'Église, le théâtre municipal « Firmin-Gémier - Patrick Devedjian » construit en 2020-2021,.

### Côté pair

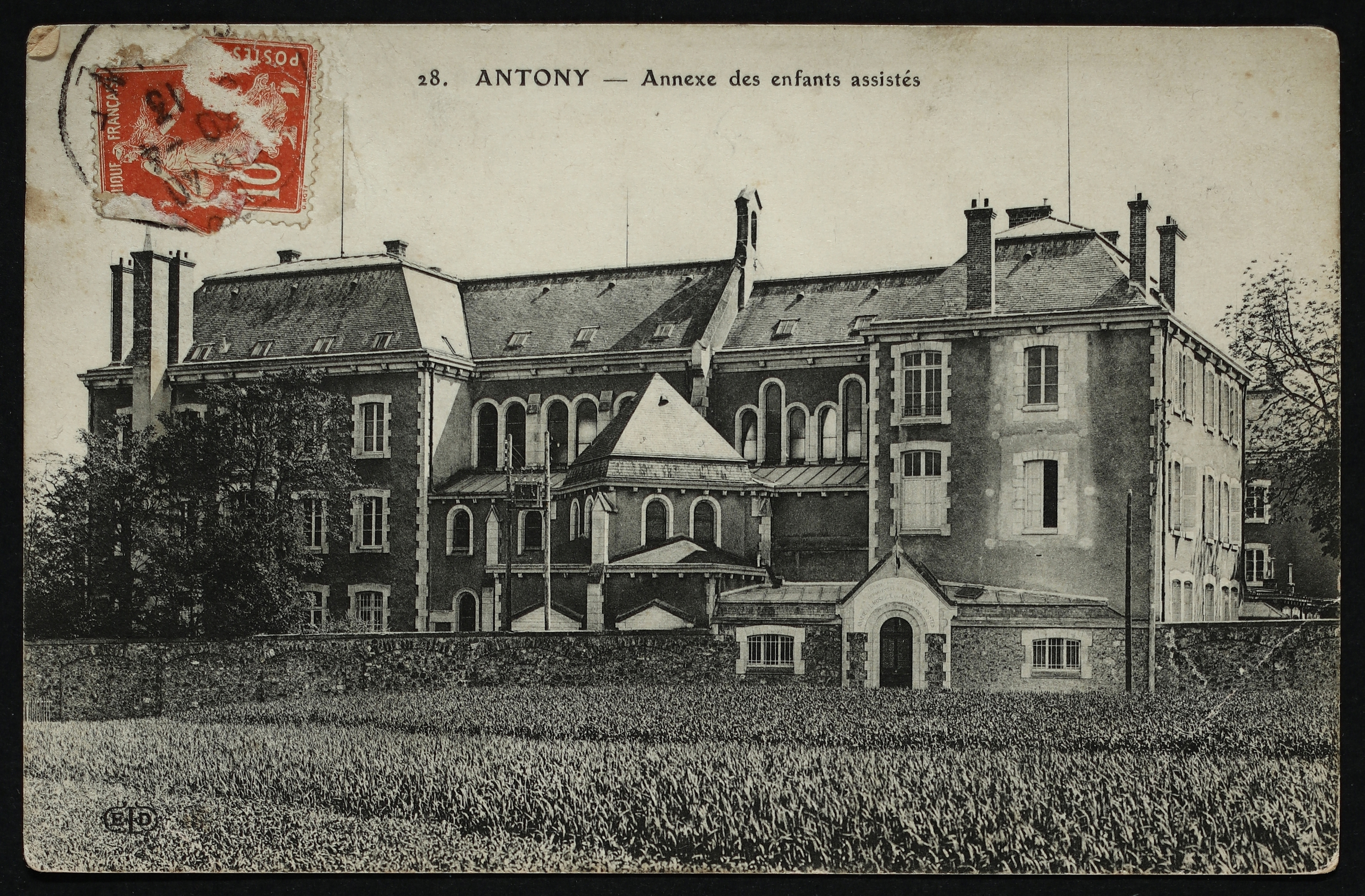
Annexe des enfants assistés.

- Au début de la rue, le Tribunal d'Instance.
- au no 5, la « maison Chénier », construite au début du XIXe siècle par l'architecte Georges-Auguste Ranchon. Elle appartint à Louis Sauveur de Chénier , frère d'André Chénier[8].
- au no 14, une crèche municipale.
- au no 20, la médiathèque Anne-Fontaine.
- À l'angle de l'avenue Léon-Blum, emplacement de l'ancien hospice des Enfants-Assistés[2].